# Číčenice (nádraží)
Číčenice jsou železniční stanice v západní části obce Číčenice v okrese Strakonice v Jihočeském kraji, nedaleko Bílého potoka. Leží na tratích Plzeň – České Budějovice, Číčenice – Týn nad Vltavou a Číčenice – Nové Údolí. Stanice je elektrizovaná (25 kV, 50 Hz AC, trať Plzeň – České Budějovice).

## Historie
Stanice byla vybudována jakožto součást Dráhy císaře Františka Josefa (KFJB) spojující Vídeň, České Budějovice a Plzeň, roku 1872 prodloužené až do Chebu na hranici Německa, podle typizovaného stavebního návrhu. 1. září 1868 byl s místním nádražím uveden do provozu celý nový úsek trasy z Českých Budějovic do Plzně. Zpočátku sloužilo nádraží především obyvatelům nedalekých Vodňan. Roku 1884 byla KFJB zestátněna, dráhu provozovaly a dopravu od té doby zajišťovaly Císařsko-královské státní dráhy („kkStB“).
15. října 1893 otevřela společnost Pošumavské místní dráhy železniční spojení své trati s Prachaticemi, které bylo roku 1899 prodlouženo až do Volar. 23. října 1898 pak projekt společnosti Místní dráha Vodňany-Týn nad Vltavou) spojil Číčenice a Týn nad Vltavou, dopravcem na všech tratích byly též státní dráhy. 
Roku 1918 přešel majetek kkStB pod Československé státní dráhy ("ČSD"), roku 1924 pak byla zestátněna trať do Volar, roku 1925 i do Týna nad Vltavou. Elektrický provoz ve stanici  zprovozbyl zahájen 29. listopadu 1968. Od roku 1993 byly provozovatelem dráhy České dráhy, od roku 2008 pak Správa železnic (do roku 2019 Správa železniční dopravní cesty – SŽDC). Pravidelnou osobní dopravu zajišťují na hlavní trati České dráhy, na trati do Volar od roku 2017 GW Train Regio, na trati do Týna byla doprava roku 2013 zastavena, od roku 2019 provozovala na trati víkendové letní vlaky společnost KPT Rail.

## Popis
Od Českých Budějovic přichází do stanice hlavní trať jako dvoukolejná, dále směrem na Protivín a Plzeň pokračuje jednokolejná, odbočné tratě jsou též jednokolejné. Nachází se zde čtyři úrovňová nástupiště před staniční budovou a dvě poloostrovní nástupiště vedle staniční budovy. K příchodu na nástupiště slouží přechody přes koleje. Stanice není bezbariérově přístupná.